# Bebonuk (Stadtteil)
Bebonuk (Bebonuc, Bebonoc, Bebunuk, Bebonuk Metin, Bebonuc Metin) ist ein Stadtteil der osttimoresischen Landeshauptstadt Dili. Er liegt im Suco Bebonuk (Verwaltungsamt Dom Aleixo, Gemeinde Dili).

## Lage und Einrichtungen

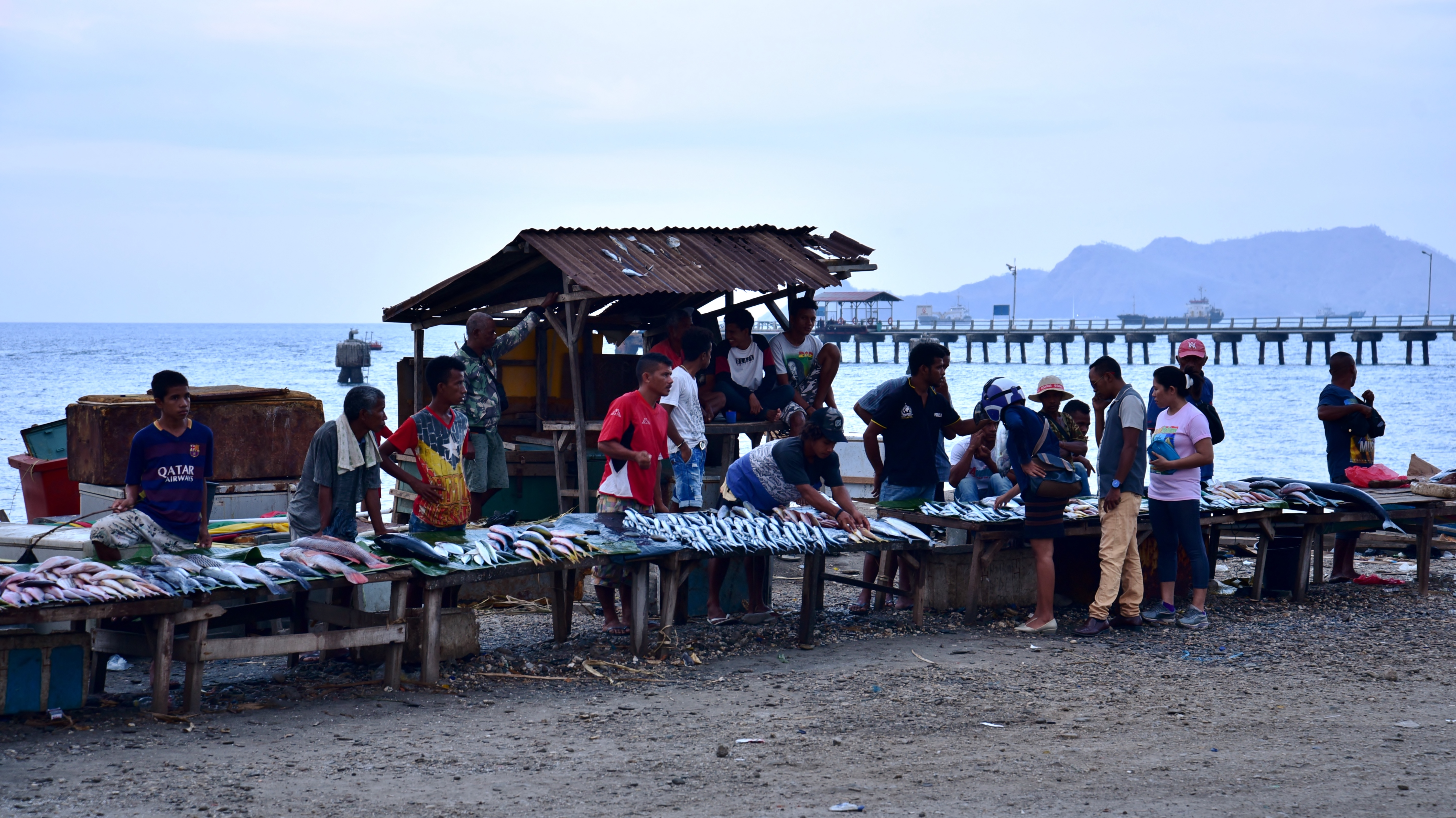
Fischmarkt in Bebonuk

Der Stadtteil Bebonuk liegt im Nordosten des Sucos Bebonuk, am westlichen Ende der Bucht von Dili. Die Westgrenze bildet die Rua de Bebonuk, die Südgrenze folgt der Rua de Aidik Hun Tuan und die Ostgrenze der Avenida Luro Mata und der Avenida de Portugal. Der Westen des Stadtteils gehört zur Aldeia Metin II, der Osten zur Aldeia Metin III.
Den Nordosten des Stadtteils Bebonuk nimmt das Pertamina-Erdöldepot ein, mit dem weit in das Meer hineinreichenden Pertamina-Pier. Ihm gegenüber befindet sich auf der anderen Seite der Avenida Praia dos Coqueiros die Apostolische Nuntiatur. Weiter westlich liegt an der Avenida ein Fischmarkt und der Hahaan-Markt am Strand. Außerdem hat The Asia Foundation ihren Sitz in Metin III an der Avenida Luro Mata und an der Rua de Bebonuk liegt die Capela Sagrada Familia.